# Seznam profesionálních mistrů světa v boxu těžké váhy
Titul mistra světa v boxu se oficiálně uděluje od roku 1885, kdy markýz z Queensberry vytvořil první mezinárodně závazná pravidla boxu. Nejprestižnější kategorií je těžká váha pro zápasníky nad 200 liber (90,8 kg). Právo nosit pás pro mistra světa se zprvu udělovalo hlasováním, v roce 1910 byla založena International Boxing Union (IBU), která pořádala zápasy, v nichž musel úřadující mistr světa obhájit titul proti vyzyvateli. V roce 1920 vznikla další organizace New York State Athletic Commission (NYSAC). Od šedesátých let se profesionální box rozdělil mezi konkurenční organizace World Boxing Association (WBA), World Boxing Council (WBC), International Boxing Federation (IBF) a World Boxing Organization (WBO), z nichž každá vyhlašuje svého šampióna. Počátkem rozkolu byl spor o platnost titulu Muhammada Aliho, který napřed odmítl nastoupit k obhajobě proti Sonny Listonovi a poté byl uvězněn pro odmítání vojenské služby.
1. John Sullivan  USA; 1885–1892
2. James J. Corbett  USA; 1892–1897
3. Bob Fitzsimmons  Spojené království; 1897–1899
4. James J. Jeffries  USA; 1899–1905
5. Marvin Hart  USA; 1905–1906
6. Tommy Burns  Kanada; 1906–1908
7. Jack Johnson  USA; 1908–1915
8. Jess Willard  USA; 1915–1919
9. Jack Dempsey  USA; 1919–1926
10. Gene Tunney  USA; 1926–1928
11. Max Schmeling  Německo; 1930–1931
12. Jack Sharkey  USA; 1932–1933
13. Primo Carnera  Itálie; 1933–1934
14. Max Baer  USA; 1934–1935
15. James J. Braddock  USA; 1935–1937
16. Joe Louis  USA; 1937–1949
17. Ezzard Charles  USA; 1949–1951
18. Jersey Joe Walcott  USA; 1951–1952
19. Rocky Marciano  USA; 1952–1956
20. Floyd Patterson  USA; 1956–1959 a 1960–1962
21. Ingemar Johansson  Švédsko; 1959–1960
22. Sonny Liston  USA; 1962–1964 WBA; 1963–1964 WBC
23. Muhammad Ali  USA; 1964 WBA; 1964–1967 NYSAC; 1964–1969 WBC; 1967 WBA; 1974–1978 WBA & WBC; 1978–1979 WBA
24. Ernie Terrell  USA; 1965–1967 WBA
25. Jimmy Ellis  USA; 1968–1970 WBA
26. Joe Frazier  USA; 1968–1970 NYSAC; 1970–1973 WBA & WBC
27. George Foreman  USA; 1973–1974 WBA & WBC; 1994–1995 IBF & WBA
28. Leon Spinks  USA; 1978 WBC & WBA
29. Ken Norton  USA; 1978 WBC
30. Larry Holmes  USA; 1978–1983 WBC; 1983–1985 IBF
31. John Tate  USA; 1979–1980 WBA
32. Mike Weaver  USA; 1980–1982 WBA
33. Michael Dokes  USA; 1982–1983 WBA
34. Gerrie Coetzee  Jižní Afrika; 1983–1984 WBA
35. Tim Witherspoon  USA; 1984 WBC; 1986 WBA
36. Pinklon Thomas  USA; 1984–1986 WBC
37. Greg Page  USA; 1984–1985 WBA
38. Tony Tubbs  USA; 1985–1986 WBA
39. Michael Spinks  USA; 1985–1987 IBF
40. Trevor Berbick  Kanada; 1986 WBC
41. Mike Tyson  USA; 1986–1990 WBC; 1987–1990 IBF & WBA; 1996 WBC & WBA
42. James Smith  USA; 1986–1987 WBA
43. Tony Tucker  USA; 1987 IBF
44. Francesco Damiani  Itálie; 1989–1991 WBO
45. Buster Douglas  USA; 1990 IBF, WBA & WBC
46. Evander Holyfield  USA; 1990–1992 IBF, WBA & WBC; 1993–1994 IBF & WBA; 1996–1999 WBA; 1997–1999 IBF; 2000–2001 WBA
47. Ray Mercer  USA; 1991 WBO
48. Michael Moorer  USA; 1992–1993 WBO; 1994 IBF & WBA; 1996–1997 IBF
49. Riddick Bowe  USA; 1992–1993 WBC, WBA & IBF; 1995 WBO
50. Tommy Morrison  USA; 1993 WBO
51. Michael Bentt  USA; 1993–1994 WBO
52. Lennox Lewis  Spojené království; 1992–1994 WBC; 1997–2001 WBC; 1999–2000 WBA; 1999–2001 IBF; 2001–2002 IBF; 2001–2004 WBC
53. Herbie Hide  Spojené království; 1994–1995 WBO; 1997–1999 WBO
54. Oliver McCall  USA; 1994–1995 WBC
55. Bruce Seldon  USA; 1995–1996 WBA
56. Frank Bruno  Spojené království; 1995–1996 WBC
57. Henry Akinwande  Spojené království; 1996–1997 WBO
58. Vitalij Kličko  Ukrajina; 1999–2000 WBO; 2004–2005 WBC; 2008–2013 WBC
59. Chris Byrd  USA; 2000 WBO; 2002–2006 IBF
60. Vladimir Kličko  Ukrajina; 2000–2003 WBO; 2006–2015 IBF; 2008–2015 WBO; 2011–2015 WBA (super champion)
61. John Ruiz  USA; 2001–2003 WBA; 2004–2005 WBA
62. Hasim Rahman  USA; 2001 IBF & WBC; 2005–2006 WBC
63. Roy Jones, Jr.  USA; 2003–2004 WBA
64. Corrie Sanders  Jižní Afrika; 2003 WBO
65. Lamon Brewster  USA; 2004–2006 WBO
66. Nikolaj Valujev  Rusko; 2005–2007 WBA; 2008–2009 WBA
67. Sjarhej Ljachovič  Bělorusko; 2006 WBO
68. Oleg Maskajev  Rusko; 2006–2008 WBC
69. Shannon Briggs  USA; 2006–2007 WBO
70. Ruslan Čagajev  Uzbekistán; 2007–2009 WBA; 2014–2016 WBA
71. Sultan Ibragimov  Rusko; 2007–2008 WBO
72. Samuel Peter  Nigérie; 2008 WBC
73. David Haye  Spojené království; 2009–2011 WBA
74. Alexandr Povětkin  Rusko; 2011–2013 WBA
75. Bermane Stiverne  Kanada; 2014–2015 WBC
76. Deontay Wilder  USA; od 2015 WBC
77. Tyson Fury  Spojené království; 2015 IBF; od 2015 WBO & WBA (super champion)
78. Charles Martin  USA; 2016 IBF
79. Anthony Joshua  Spojené království; od 2016 IBF
80. Tyson Fury  Spojené království; od 2020 WBC